# Mini-MPV
Mini-MPV er en bilklasse der bruges i nogle lande til at beskrive MPV'ere i minibilsstørrelse. De er typisk højere bygget og med mere fleksibelt interiør end almindelige minibiler. MPV står for multi-purpose vehicle (dansk: flerbrugskøretøj), men navnet bruges sjældent i sin fulde længde. Begrebet Leisure activity vehicle (LAV) benyttes sommetider for mini-MPV'ere baseret på varevognsplatforme, men denne markedsføringsterminologi ignoreres typisk af pressen, der normalt bruger betegnelsen MPV. 
Brugen af terminologien begyndte i slutningen af 1990'erne, hvor markedspladsen for MPV'ere blev mere diversificeret. Daily Telegraph refererede til mini-MPV i 2000, men brugte terminologien om hvad der oftest klassificeres som kompakt-MPV'ere.

## Definition af mini-MPV
En mini-MPV er generelt set baseret på en minibilsplatform, og deler interiør, motorer og specifikationer med deres minibilssøskende. Mini-MPV'ere har generelt set samme længde som minibiler, men med en højere krop. Euro NCAP skelner ikke mellem mini og kompakt MPV'ere, men klassificerer dem alle som små MPV'ere.
Eksempler på mini-MPV'ere omfatter Hyundai ix20, Toyota Avanza (begge er blandt de største mini-MPV'ere med længder på 4100 mm og 4140 mm) og Fiat Qubo, den Ford Fiesta-baserede Ford B-MAX og Suzuki Ertiga.

## Leisure activity vehicle
Leisure activity vehicle (LAV) er et markedsføringsbegreb for en lille varevogn der sælges som en MPV, som oftest baseret på en minibil, med to eller tre sæderækker og et stort og højt bagagerum med en stor bagklap. Renault Kangoo er et eksempel på en varevogns-baseret MPV der markedsføres som en LAV.  De blev populære i Europa i 1990'erne som et billigere alternativ til personbils-baserede MPV'ere. Et tidlig eksempel på denne kategori var Matra Rancho, der blev introduceret i 1977 baseret på en Simca pick-up. 